# فرانك إيبرهارد هولتجي
فرانك إيبرهارد هولتجي (مواليد 21 أغسطس 1953) هو مبارز بالسيف ألماني، مثّل بلاده في الألعاب الأولمبية الصيفية 1980.

## روابط خارجية
فرانك إيبرهارد هولتجي على موقع أوليمبيديا (الإنجليزية)